# Amora Futebol Clube
L'Amora Futebol Clube est un club de football portugais basé à Amora. Le club évolue en III Divisão, soit l'équivalent de la quatrième division.

## Historique
Le club passe 3 saisons en Liga Sagres (1re division). 
Il obtient son meilleur résultat en D1 lors de la saison 1981-1982, où il se classe 11e du championnat, avec 6 victoires, 12 matchs nuls et 12 défaites. La dernière présence en 1re division de l'Amora Football Club remonte à la saison 1982-1983.
L'Amora Football Club évolue pour la dernière fois en D2 lors de la saison 2004-2005.

## Anciens joueurs
- Carlitos
- José Henrique
- Rafael Leão
- Cafú
- Leonildo Soares
- Alexsandro